# Draba olgae
Draba olgae är en korsblommig växtart som beskrevs av Eduard August von Regel och Johannes Theodor Schmalhausen. Draba olgae ingår i släktet drabor, och familjen korsblommiga växter. Inga underarter finns listade i Catalogue of Life.